# Duroziez双重杂音
Duroziez双重杂音（英語：Duroziez's sign），又称杜氏双重杂音、动脉双期杂音，是主动脉瓣关闭不全的体征。是以听诊器钟型体件稍加压力于股动脉，并使体件开口方向稍偏向近心端，闻及的收缩期与舒张期双期吹风样杂音。
体检时发现Duroziez双重音、点头征（Musset征）、水冲脉 (water-hammer pulse)、股动脉枪击音（Traube征）或毛细血管搏动征，可统称周围血管征阳性，主要见于主动脉瓣重度关闭不全、甲状腺功能亢进症和严重贫血等。
Duroziez双重杂音以法国医师Paul Louis Duroziez命名，他于1861年描述了此体征。但该体征实际上由葡萄牙医生阿尔瓦伦加首次描述。因此，它也被称为Alvarenga-Duroziez sign。